# Kampanologia

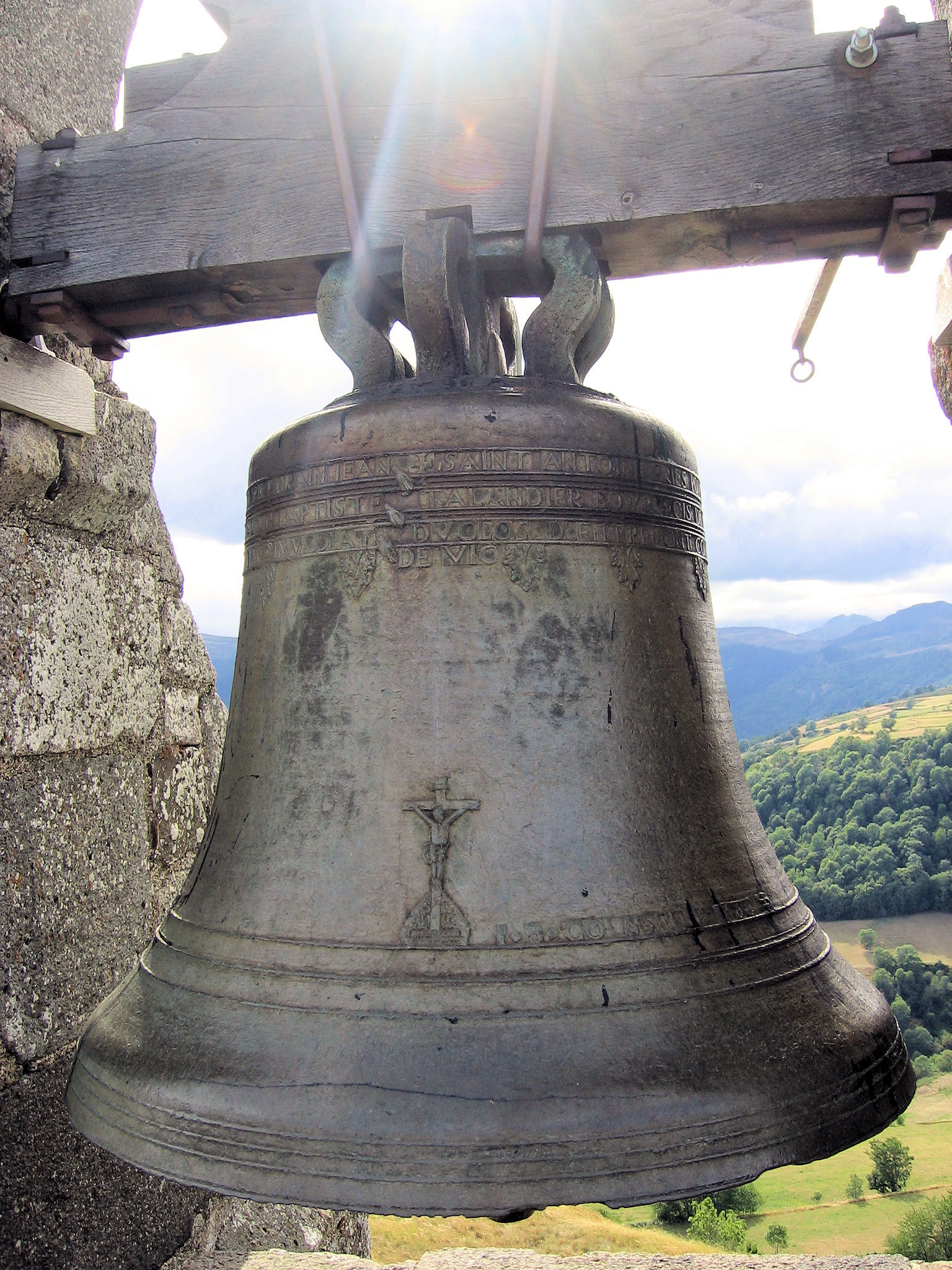

Kampanologia (starołacińskie campana – „dzwonek” + greckie λόγος – „wiedza”) – nauka o dzwonach. Zajmuje się ich historią, przeznaczeniem, akustyką, rodzajami, sposobami wytwarzania i naprawy, zdobnictwem i inskrypcjami, wykorzystaniem dzwonów jako instrumentów muzycznych (przy czym nie chodzi tu o dzwony orkiestrowe czy dzwonki ręczne, tylko o tradycyjne dzwony kościelne i wieżowe).